# Навази
Навази (груз. ნავაზი) — село в Грузии, на территории Мцхетского муниципалитета края (мхаре) Мцхета-Мтианети.

## География
Село находится в центральной части Грузии, на правом берегу реки Арагви, на расстоянии приблизительно 10 километров (по прямой) к северу от города Мцхета, административного центра края и муниципалитета. Абсолютная высота — 583 метра над уровнем моря.

## Население
По результатам официальной переписи населения 2014 года в Навази проживало 573 человека (267 мужчин и 306 женщин). В национальной структуре населения грузины составляли 98,9 %.
| Год  | Население, человек |
| ---- | ------------------ |
| 2002 | 677                |
| 2014 | ↘ 573              |